# Soleichthys tubifer
A Soleichthys tubifer a csontos halak (Osteichthyes) főosztályának a sugarasúszójú halak (Actinopterygii) osztályába, ezen belül a lepényhalalakúak (Pleuronectiformes) rendjébe és a nyelvhalfélék (Soleidae) családjába tartozó faj.

## Előfordulása
A Soleichthys tubifer az Indiai-óceán nyugati részén él, Mauritius és Réunion vízeiben.

## Életmódja
Ez a halfaj tengeri, fenéklakó állat. Csak a trópusokon található meg.